# Taeniopoda centurio
Taeniopoda centurio är en insektsart som först beskrevs av Dru Drury 1773.  Taeniopoda centurio ingår i släktet Taeniopoda och familjen Romaleidae. Inga underarter finns listade i Catalogue of Life.

## Bildgalleri

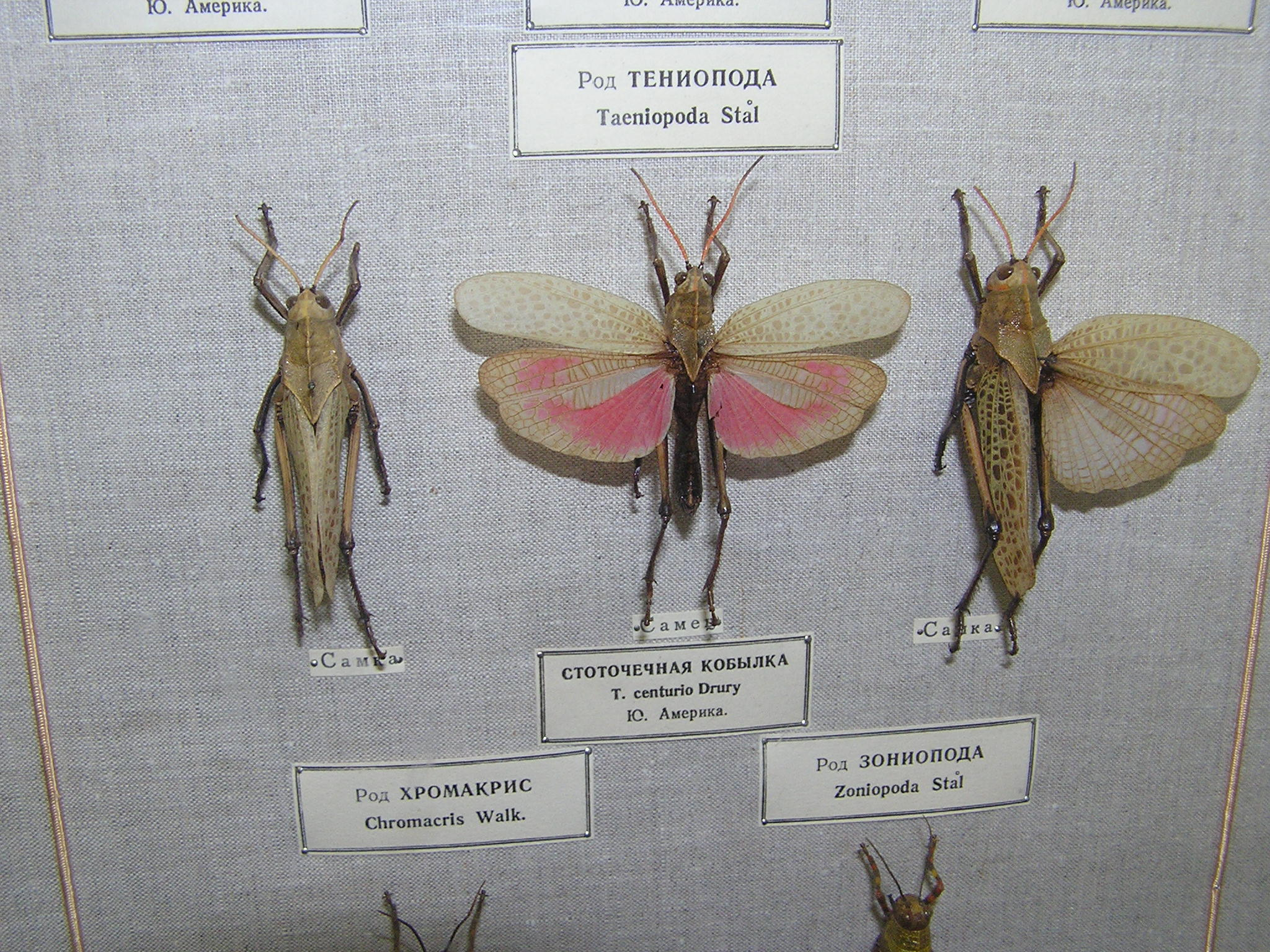